# Dewoitine D.520
El Dewoitine D.520 fue un caza monoplaza francés, de construcción metálica que entró en servicio en 1940, poco antes de la invasión alemana a Francia, durante la Segunda Guerra Mundial.
El D.520 fue diseñado en respuesta a un requerimiento de 1936 de la Fuerza Aérea Francesa de un caza rápido y moderno con una buena velocidad de ascenso y un armamento centrado en un cañón de 20 mm. En ese momento, el motor V-12 refrigerado por líquido más potente disponible en Francia era el Hispano-Suiza 12Y, que era menos potente, pero más ligero que los motores contemporáneos como el Rolls-Royce Merlin y el Daimler-Benz DB 601. Otros cazas fueron diseñados para cumplir con las especificaciones, pero ninguno de ellos entró en servicio, o lo hizo en pequeñas cantidades, demasiado tarde para desempeñar un papel importante durante la Batalla de Francia en 1940.
Al contrario que el Morane-Saulnier M.S.406 que era el caza más numeroso de la Armée de l'air, el Dewoitine D.520 era capaz de mantener un enfrentamiento con los cazas alemanes como el Messerschmitt Bf 109. Era más lento que el Bf 109E pero superior en maniobrabilidad. Debido a retrasos en la producción, sólo una pequeña cantidad estuvo disponible para el combate contra la Luftwaffe. El D.520 demostró ser relativamente capaz como caza aéreo contra los aviones de la Luftwaffe, pero carecía de efectivos suficientes para marcar la diferencia.
Tras el armisticio de 1940, el D.520 siguió utilizándose, siendo operado tanto por la Fuerza Aérea Francesa Libre como por la Fuerza Aérea Francesa de Vichy. El modelo también volvió a producirse durante 1942, aunque se fabricó a un ritmo menor que durante 1940. La Luftwaffe, la Regia Aeronautica Italiana y la Fuerza Aérea Búlgara operaron ejemplares adicionales. El D.520 entró en servicio de combate en el norte de África, Bulgaria y el frente oriental, así como en Francia y Alemania con fines de entrenamiento y defensa. Durante la vida posterior del tipo, se utilizó como avión de entrenamiento. El 3 de septiembre de 1953, los últimos D.520 fueron finalmente retirados del servicio.

## Diseño y desarrollo
El diseño del Dewoitine D.520 comenzó en noviembre de 1936 como un diseño privado de Émile Dewoitine. Trató de conducir los problemas de los primeros diseños, creó un caza usando solo las últimas tecnologías y motores. El nuevo diseño, debía ser capaz de alcanzar los 520 km/h, motivo por el que se le comenzó a conocer como los 520.
El prototipo D.520 voló por primera vez el 2 de octubre de 1938 a manos de Marcel Dort sobre Toulouse-Francazals propulsado por un motor Hispano-Suiza 12Y-21 enfriado por líquido de 890 hp (660 kW) provisto de una hélice bipala de madera de paso fijo. La aeronave, consiguió alcanzar únicamente los 480 km/h en las pruebas de vuelo, mucho menos de lo esperado. El mayor problema parecía venir de una fricción mayor de la inicialmente, previsto por parte de los radiadores subalares, así que éstos fueron sustituidos en un único radiador ventral. Tras daños menores en un aterrizaje accidentado, el motor fue cambiado por el nuevo Hispano-Suiza 12Y-29 con hélice tripala; así el D.520.01 alcanzó los requerimientos oficiales, aunque en realidad, el 7 de febrero de 1939 Leopold Galy consiguiera una velocidad de 513 km/h.
El segundo prototipo (D.520.02) con una nueva deriva, cabina cerrada, tren de aterrizaje reforzado y armado con un cañón Hispano-Suiza HS.404 de 20 mm que disparaba axialmente desde el motor a través del buje de la hélice (una característica encontrada más adelante en diseños alemanes y rusos) y dos ametralladoras de 7,5 mm situadas bajo las alas, voló por primera vez el 28 de enero de 1939, y durante los vuelos de pruebas en el CEMA, Villacoublay, pilotado por el capitán Rozanoff, consiguió una velocidad de 527 km/h. Tan sólo otro ejemplar, el D.520.03 con un sobrealimentador Szydlowski en lugar del Hispano -Suiza utilizado previamente, llegó a volar antes del estallido de la guerra, en septiembre de 1939.
El lastimoso estado en que se encontraba el Arma de Caza había impulsado a las autoridades francesas a firmar un pedido de 200 ejemplares el 17 de abril de 1939 que se esperaba que usasen el motor 12Y-31. Se solicitan otros 600 en junio, reducidos luego en julio a 510. Con el estallido de la guerra se piden 1280 con una tasa de producción de 200 unidades al mes. La Aéronautique Navale añade un pedido de 120 unidades y la Armée de l'air en abril de 1940 eleva la cantidad a 2250. El ritmo de producción requerido se elevó de los 50 aparatos por mes previstos en septiembre de 1939 a los 350 por mes en noviembre de 1940. 
Los primeros D.520 de serie, volaron en noviembre con un motor de 830 cv (620 kW) 12Y-31 y armados con dos ametralladoras de 7,5 mm bajo las alas. El resto de la producción, usó un motor 935 hp (690 kW) 12Y-45 (unos pocos, tenían el -49 de 910 cv (680 kW)). Fueron armados con un cañón Hispano-Suiza HS.404 de 20 mm instalado en el motor y que disparaba a través del buje de la hélice y cuatro ametralladoras MAC 1934 de 7,5 mm. 
Sin embargo, el primer D.520 de serie no voló hasta el 2 de noviembre de 1939. En enero del siguiente año tan sólo habían sido completados 13 aparatos y, estas primeras máquinas, fallaron en sus pruebas de aceptación debido a una insuficiente velocidad máxima y a problemas con el enfriamiento, estaban desprovistos de los tubos de escape de eyección y con sobrealimentadores provisionales. Se rediseñó el compresor y se modificó el circuito de enfriamiento y tubos de escape, todo esto, demostró ser lo suficientemente efectivo para remediar los defectos de los primeros ejemplares aunque sólo eran capaces de alcanzar los 509 km/h.

## Historia operacional

### Batalla de Francia
Los primeros aviones son entregados desarmados al Groupe de Chasse I/3 en enero de 1940 para entrenar a los pilotos. En abril y mayo se reciben 34 aviones, que tienen muy buena aceptación entre los pilotos. En pruebas contra un Bf 109E-3 capturado, demuestra tener mayor maniobrabilidad. En mayo de 1940, 228 D.520 han sido producidos, pero el Armée de l'Air sólo acepta 75, necesitando el resto ser modificados. Por ello, sólo el GC I/3 dispone de 36 cazas, que debutan el 13 de mayo, derribando tres Henschel Hs 126 y un Heinkel He 111 sin sufrir bajas. Al día siguiente, el Groupe entabló de nuevo combate sobre Sedán, derribando cuatro Messerschmitt Bf 110, dos Bf 109, dos Dornier Do 17 y dos Heinkel He 111, con la pérdida de dos D.520 con sus respectivos pilotos. El 17 de mayo la Luftwaffe atacó la base del  GC I/3' en Wez-Thuizy, destruyendo en el suelo siete D.520, por lo que fue enviado a Meaux-Esbly.
El siguiente en entrar en acción fue el GC II/3, el 21 de mayo, desde su base de Buillancy , y durante las tres semanas que siguieron, reclamó el derribo de 31 aparatos alemanes (entre ellos 12 Junkers Ju 87 ), con pérdida en combate de 20 de sus aparatos, dos de ellos derribados por el propio fuego antiaéreo francés.
Con el inicio del mes de junio los GC II/7 y III/3 entraron a su vez en combate, recogiendo los pilotos de la primera de estas unidades sus aviones en la propia fábrica de Toulouse y llevándolos hasta su base de uno en uno o por parejas. El GC II/7 formaba parte del Groupament 22 mandado por el coronel Dumemes, con sede en Avelange, en la Zona Este de Operaciones Aéreas con la misión principal de interceptar a los bombarderos alemanes que regresaban a sus bases después de realizar sus ataques; durante su turno de combate, los pilotos del GC II/7 destruyeron 12 aviones enemigos y sufrieron la pérdida de catorce D.520 y la muerte de tres de sus pilotos. El GC III/3 tuvo aún peor suerte, consiguiendo tan sólo ocho derribos por las pérdida de 17 D.520.
En el sur, el Grupe de Chasse III/6  basado en Le Duc recibió su primer D.520 el 10 de julio, el mismo día en que Italia entraba en guerra. Carente de todo entrenamiento previo de transición, el groupe inició las hostilidades contra los italianos el 13 de junio, y dos días después el brigada Pierre Le Gloan y el capitán Assolant se enfrentaron a una numerosa formación de Fiat CR 42 . Este último destruyó uno de los cazas enemigos, mientras que Le Gloan lograba abatir tres más y un Fiat BR.20 de reconocimiento. 
Poco antes de la caída de Francia, otros dos groupes de chasse, los GC II/6 y GC III/7 cambiaron sus M.S.406 por los nuevos D.520, pero no llegaron a entrar en combate. Durante la última quincena de las hostilidades, veintiséis D.520 se entregaron a las Escadrilles AC1 y AC2 de la Aéronavale, y en vísperas del armisticio las AC3 y AC4 recibieron otros tantos, pero tampoco llegaron a enfrentarse con el enemigo.
A la llegada del armisticio a finales de junio se habían construido 437 D.520, de los que se habían entregado 351. Derribaron 108 aviones más 39 probables, perdiéndose 54 en combate. Tras el fin de las hostilidades, los GC I/3, II/3, III/3, III/6 y II/7 volaron a Argelia para evitar la captura. Tres cazas del GC III/7 volaron al Reino Unido, donde serán entregados a las fuerzas aéreas de la Francia Libre; 153 aviones quedan en Francia.
El 25 de junio se habían fabricado en los talleres de Toulouse un total de 437 D.520, una cifra destacable si se compara con el ritmo de construcción anterior a la invasión alemana. De este total, 351 aparatos habían sido entregados a la Armée de l´Air y 52 a la Aéronavale; 106 se perdieron en combate o accidentes. De los restantes, 153 fueron trasladados a la Francia no ocupada, 175 se enviaron a los territorios franceses del norte de África, y tres ejemplares llegaron en vuelo hasta Gran Bretaña por decisión personal de algunos pilotos del GC III/7, y fueron integrados en el 1.º Group de cazas de las "Fuerzas Aéreas de la Francia Libre", que comenzó a organizarse en Odiham a partir del 29 de agosto de 1940.

### Bajo el régimen de Vichy

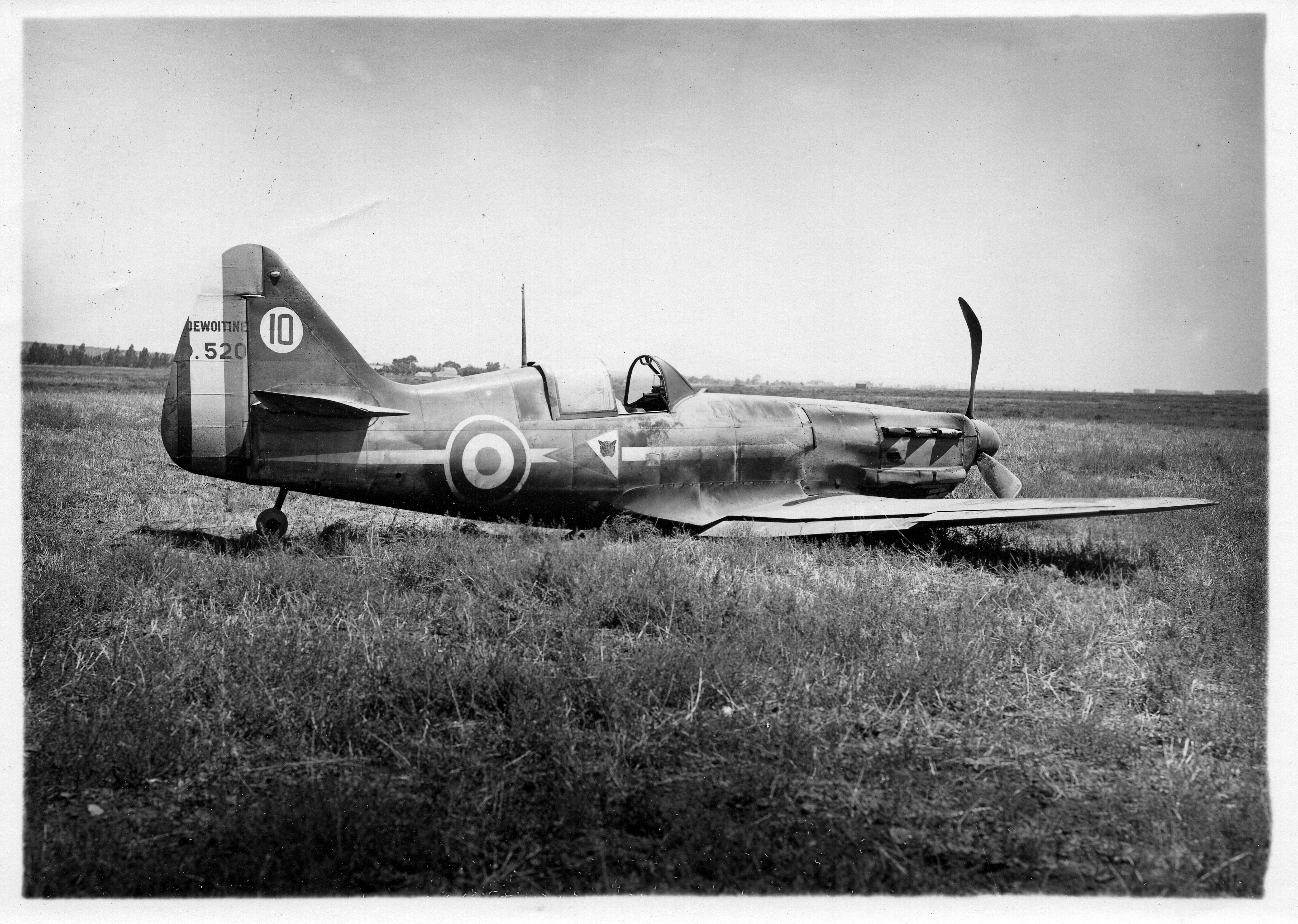
Dewoitine D.520 del régimen de Vichy derribado.

Los alemanes prohibieron el despliegue de unidades equipadas con D.520 en territorio metropolitano controlado por el Gobierno de Vichy, por lo que muchos de los aparatos supervivientes fueron encuadrados en los GC I/3, II/3, III/6 y II/7 basados en África; posteriormente las Escadrilles AAC y 2AC (antes AC1 y AC2) de la Aéronavale recibieron D.520.
En abril de 1941 la comisión alemana del armisticio aprobó los planes para la construcción de 1.074 aparatos en las fábricas situadas en la Francia de Vichy, y en agosto de ese año la organización SNCASE (que había absorbido la factoría de Toulouse) recibió un pedido de 550 D.520. De ellos, un total de 349 ya habían sido entregados a finales de 1942, incluyendo 197 propulsados por motores Hispano-Suiza 12Y-49 de 820 cv accionando hélices Chauvière.
Mientras tanto, el D.520 había participado en las operaciones contra el Arma Aérea de la Flota británica durante la campaña de Siria en 1941; en estos combates los GC III/6, II/3. I/7 y la Escadrille 1AC afirman haber destruido 31 aparatos británicos por la pérdida de 11 propios en combate aéreo y 24 por fuego antiaéreo, accidentes o destruidos en tierra. De nuevo el piloto francés que cosechó más triunfos fue Pierre Le Gloan, a quien se le adjudicaron 11 aparatos derribados.
Cuando en noviembre de 1942 se produjeron los desembarcos aliados en África del Norte, las fuerzas de Vichy disponían de 173 D.520, de los que 142 se encontraban en estado operativo, encuadrados en los GC II/3, III/3, III/6, II/7, II/5 y las Escadrilles 1AC y 2AC. El GC II/6, con treinta D.520 en su inventario, estaba estacionado en Senegal. En los duros combates aéreos ocurridos entre el 8 y el 10 de noviembre la Aéronavale perdió 19 D.520 y siete bombarderos Martin 167, y la Armée de l´Air de l´Armistice perdió otros 56 aparatos; incluyendo trece D.520. Entre los 44 aviones aliados destruidos por los franceses se encontraba una formación completa compuesta por nueve Fairey Albacore procedentes del portaaviones HMS Furious, derribados por el GC III/3. Poco después de estos acontecimientos la mayoría de los pilotos franceses optaron por unirse a los Aliados.

### Con las insignias del Eje
Tras los desembarcos a aliados en África del Norte, los alemanes decidieron ocupar la Francia de Vichy, y el 27 de noviembre de 1942 la Armée de l´Air de l´Armistice fue desmovilizada. De los 1.876 aviones confiscados por los alemanes, 246 eran D.520, de los que trece se encontraban en espera de reparación, y cuatro, considerados irreparables, desguazados; otros 169 D.520, 19 ya en condiciones de vuelo, fueron expropiados en la propia factoría SNCASE de Toulouse. En marzo de 1943 se ordenó a SNCASE que acabase los 150 aviones restantes, tarea que duró poco más de un año, y que elevó el total de los Dewoitine D.520 construidos a 905 aparatos.
A partir de 1943, el D.520 fue utilizado ampliamente como entrenador de caza, y en las Jagdgeschwader destinadas en el Frente del Este. Unidades de entrenamiento equipadas por completo con D.520 fueron la JG 105, basada en Chartres , y la JG 103 en Zeltweg , Austria, y la JG 101 en Pau-Nord , mandada por el famoso "as" de la Luftwaffe, Walter Nowotny , a comienzos de 1944.
Sesenta D.520 fueron entregados a la Regia Aeronautica entre 1942 y 1943, y encuadrados en una escuadrilla de los Gruppi no. 13, 22, 24 y 167, basados en territorio italiano con misiones de defensa aérea local. Un pequeño número de D.520 fue a parar a la Real Fuerza Aérea Rumana, con la misión de defender los vitales campos petrolíferos; ante su incapacidad para contrarrestar los ataques aéreos aliados fueron enviados al frente ruso. En 1943 Alemania suministró 120 Dewoitine D.520 a la Fuerza Aérea de Bulgaria, que equipó con ellos al menos dos escuadrones de la 6.ª Fuerza Aérea encargada de defender Sofía de los primeros bombardeos aliados; sin embargo, la mayoría fueron destruidos por los Lockheed P-38 Lightning de la 9.ª Fuerza Aérea norteamericana.

### Servicio con la Regia Aeronautica
Firmado el Armisticio con Francia el 24 de junio de 1940, permitió a La Regia Aeronautica conseguir algunos Dewoitine D.520 que fueron evaluados por los pilotos del 2° Stormo en el Centro Sperimentale di Guidonia. Pero sin embargo es en noviembre de 1942 cuando La Regia Aeronautica los adquiere para cubrir la carencia de unidades ante un más que inminente ataque sobre suelo patrio.
Cuando los Aliados desembarcaron en el norte de África el 8 de noviembre de 1942, los alemanes e italianos ocuparon inmediatamente la parte libre que quedaba de Francia. La Fuerza Aérea francesa es disuelta el 27 de noviembre de ese año y aun se compone de 1.876 aviones, incluyendo 242 D.520.
Los italianos se aprestan rápidamente a capturar los aviones disponibles en el Valle del Ródano y Provence. Dewoitines D.520 son capturados en Montelimar, Orange, Istres, Aix-en-Provence y enviados por lo general al aeródromo de Villanova d'Albenga.
A principios de 1943, el "As" italiano Luigi Gorrini realizó vuelos de transferencia de D.520 capturados a Italia, para ser utilizadas para la defensa patria. Recordó más tarde:

"He recogido varias decenas de Dewoitines de varios aeródromos franceses y de la fábrica de Toulouse".
"En ese momento, aun pilotabamos el Macchi C.200, que para nosotros era un buen avión. El D.520 en comparación con el Macchi 200, este sólo era superior por su potente armamento, gracias al cañón Hispano-Suiza SA 404 de 20 mm "

.
A pesar de que lógicamente a los pilotos italianos les agradaban más los aviones más maniobrables y acrobáticos, claro que con el handicap de un armamento más ligero, les gustó sobremanera del D.520 esa potencia de fuego del cañón de 20 mm, la cabina más moderna y menos estrecha, el excelente equipo de radio y la facilidad de recuperación en caso de pérdida.
Pero también se quejaron del débil tren de aterrizaje y la poca capacidad de munición del cañón Hispano-Suiza SA 404 de 20 mm. Un problema añadido era que este tipo de munición del HS.404 no era compatible con los cañones también del mismo calibre Breda y Scotti, por lo que el abastecimiento dependía de los depósitos de munición en Francia.
Los 3 primeros fueron asignados a 2° Stormo CT (Caccia Terrestre), que consta de 13° y 8° Gruppi y con base en el aeródromo de Turín Caselle, en defensa de la zona industrial de Turín.
En el 8° Gruppo (92°, 93°, 94° Squadriglie). Para el 8 de febrero de, 1943 el 8° Gruppo tenía 9 D.520 disponibles en el aeródromo de Villanova d'Albenga y entre el 21 y 24 del mismo mes cuatro de ellos son cedidos al 22° Gruppo basado en el aeropuerto de Nápoles Capodichino. En marzo también son agregados los reparados por la Squadra Riparazione Aeromobili y Motori (SRAM) en Albenga. Y para abril 10 más son transferidos a 59° Gruppo Intercettori. Tras esas bajas el 8° Gruppo fue reequipado con nuevos Macchi MC 200.
Como ya hemos comentado entre el 21 y 24 de febrero de 1943, fueron cedidos cuatro D.520 de la 94 Squadriglia a la 359° Squadriglia del 22° Gruppo mandado por el Capitán Vittorio Minguzzi en Nápoles para defenderse de las incursiones de B- 24. También la 359° Squadriglia recibió 3 Dewoitines más desde el Centro Sperimentale Guidonia.
El 1 de marzo de 1943, el mismo Capitán Minguzzi pilotando un D.520, acompañado por una formación compuesta por 10 Mc 200, 11 Mc 202 y 2 Me 210 de la LW atacan una formación de B-24. Minguzzi reclama uno de los Liberators derribado y aunque queda inicialmente como probable, tras revisar los informes del combate es finalmente confirmada. De esta manera podemos decir que se trata de la primera victoria de los D.520 de La Regia Aeronautica.
El 6 de abril nueve D.520 son transferidos al Magazzino Territoriale di Vengono, encuadrados en los 59° y 60° Gruppo para intercepciones diurnas. Anteriormente en enero pilotos del 60° Gruppo se trasladaron a Francia para volver sobre Lonate Pozzolo con algún D.520 y un Morane-Saulnier MS.406. El 21 de mayo la Regia Aeronautica y la Luftwaffe acordaron intercambiar 39 bombarderos bimotores Lioré-et-Oliver Le.O.451 y un Douglas DC-3 capturados en la planta SNCASE de Ambérieu-en-Bugey en Lyon, a cambio de 30 D.520.
En mayo, el 22° Gruppo recibe de SNCASE Toulouse 8 D.520 más, aunque en realidad tan sólo son 7 ya que uno de ellos se estrella al aterrizar durante una escala en Le Luc. A finales de junio, aun había 9, de los cuales 4 de ellos se encontraban en condiciones operacionales. El 25 de mayo, el Tenente Mazitelli compartió una victoria sobre un B-24 pilotando un D.520 de la 371 ° Squadriglia.
Poco después a mediados de junio de 1943, 7 Dewoitines más fueron entregados al 161° Gruppo, por lo que este ya contaba con 13 D.520 asignados a las 164 ° y 371° Squadriglias.
El 5 de junio entre las 11:25/12:15 h despegaron 4 C.202, 4 D.520 y 3 C.200 para interceptar una formación de B-17 del 99th Bomb Group que atacaron el puerto y el transporte marítimo en La Spezia, Italia. El 25 de junio tuvo lugar una feroz batalla aérea, en la que participó el 161° Gruppo, compuesta por 14 MC 202 y 1 D.520 pilotado por el sergentte M. Stella cuando se enfrentaron a más de 100 bombarderos estadounidenses. Los cazas italianos reivindicaron 7 bombarderos, pero su comandante, Magg. Pietro Serini resultó muerto.
Durante julio, los D.520 del 161° Gruppo dejaron de ser utilizados.
Para el 14 de julio, el 13° Gruppo (77°, 78° y 82° Sq.) se encontraba basado en Metato compartiendo aeródromo con la 358° Squadriglia Intercettori compuesta por 12 o 13 D.520. Para el 20 de julio, el Gruppo todavía disponía de 12 Dewoitines.
El 15 de julio el Mayor Minguzzi a los mandos de un D.520, es acreditado con un B-17 dañado de la formación que ataca Nápoles sobre las 12.30 h.
El 31 de julio de 1943, la Regia Aeronautica todavía disponía de 47 Dewoitines en servicio.
Cuando 13 de agosto, los 13 D.520 del 13° Gruppo (este en espera de ser equipados con el nuevo Reggiane Re 2005), son integrados al 24° Gruppo. Curiosamente después del armisticio italiano de septiembre de 1943, los alemanes se encontraron con 15 D.520 en Metato. (por lo visto algunos D.520 fueron entregados posteriormente por otros grupos). Aun así de las 15 unidades reunidas, unos 6 se encontraban en condiciones de vuelo y para el 8 de septiembre día en que fue declarado el Armisticio, tan sólo tres Dewoitines se encuentran operativos para vuelos de entrenamiento por parte del A.N.R.
El 7 de septiembre los B-17 de los 2nd, 97th, 99th y 301st Bomb Group atacaron el cuartel general alemán de la zona mediterránea ubicado en la localidad histórica de Frascati, cerca de Roma. Estos fueron atacados por unos 30 cazas, (Fiat CR.42, Macchi C.200, Fiat G.50, Reggiane Re.2001, Macchi C.202, dos Fiat G.55 y algunos D.520). Unos de los B-17 del 97th BG fue derribado y otro al parecer acabó dañado.
Tras el Armisticio Italiano, los D.520 de Metato serán trasladados hasta Pistoia y Florencia y luego a Gorizia Merna: desde entonces se pierde su rastro, aunque es probable que finalmente 3 de ellos acaban siendo utilizados en las escuelas de la Luftwaffe

### Bulgaria
En 1943, Alemania, a través de su agregado militar, ofreció a la Fuerza Aérea Búlgara el suministro de cazas franceses capturados tras la Batalla de Francia. El gobierno búlgaro, obligado por la situación militar y la necesidad de poderosos aviones de combate para las necesidades de la defensa aérea, aceptó, pero insistió en que los especialistas militares búlgaros se familiarizaran con los aviones ofrecidos en el lugar. El Ing. Kiril Petkov y Tsolov, un oficial del servicio técnico, partieron hacia Vichy (Francia) . La Comisión aprueba la aeronave. Se firma un contrato para el suministro de 120 aviones Dewoitine D.520 y sus repuestos. De hecho, solo se entregaron 96 cazas bajo el contrato. Estos luchadores junto con Messerschmitt Bf 109 conocer las olas de aviones bombarderos estadounidenses. La escala de las batallas aéreas para la defensa de Sofía se puede dar como referencia militar para el 20 de diciembre de 1943: divisiones de 15 Fuerzas Aéreas de EE. UU. Con 50 bombarderos B-24, escoltados por 100 cazas P-38 Lightning que luchan en los cielos de Sofía. con 36 cazas Dewoitine D.520 del aeropuerto de Vrazhdebna y 20 cazas Messerschmitt Bf 109 G-2 del aeropuerto de Bozhurishte.
Bulgaria se unió a la guerra contra Alemania con un escuadrón aéreo en el Tercer Frente Ucraniano. La aviación búlgara que consta de 276 aviones (de un total de 415 en la Fuerza Aérea) participa con 6 formaciones aéreas. El Sexto Regimiento de Cazas estaba equipado con Messerschmitt Bf 109 G-6 y Dewoitine D.520.

### D.520 con la Francia Libre
La Francia Libre usó un pequeño número de D.520 en misiones de entrenamiento. Fueron usados por el GC3 Groupe de Chasse 3 Normandie antes de ser transferidos a la URSS, donde volaron principalmente los modelos Yakovlev Yak-1b y Yakovlev Yak-9; Joseph Stalin galardonó con el nombre de unidad Niemen por su participación en la Batalla del río Neman (1944). 

### Renace la Armée de l´Air
En diciembre de 1942, fuerzas francesas, formalmente bajo el régimen de Vichy se situaron junto a los aliados, fueron 153 D.520 los que desertaron en el norte de África. Volaron en misiones de patrulla pero fueron considerados obsoletos, y sus equipos de radio, eran incompatibles con los de los aliados. A principios de 1943 fueron relegados a misiones de entrenamiento en Meknes y progresivamente, fueron reemplazados por cazas Spitfire y P-39 en las unidades de combate.
Liberado el sur de Francia a mediados de 1944, se organizó un groupe de caza de las Forçes Françaises de l´Intériur, equipado con D.520. Bautizado Groupe Doret por su jefe, el antiguo piloto de pruebas Marcel Doret, comprendía dos escadrilles basadas en Tarbes-Ossun y Toulouse, que participaron en los ataques contra tropas de la Wehrmacht embolsadas en Pointe de Grave y Royan.
El 1 de diciembre de 1944 la Armée de l´Air renació oficialmente y el Groupe Doret fue redesignado GC II/18 "Saintonge", equipado ahora con quince D.520. Tres meses después el GC II/18 sustituyó sus cazas por Spitfire Mk VB y los D.520 pasaron al GC I718 "Vendée" y a una unidad de entrenamiento en Toulouse. Unos cincuenta D.520 fueron recuperados de manos alemanas durante los meses finales de la guerra, a los que se añadieron los 20 llegados a Francia tras la disolución del Centre d'Instruction de Chasse de Meknes, Marruecos.

### Servicio en la posguerra
Cuando finalizó la guerra en Europa se creó en Tours la escuela de instructores n.º 704, dotándola con un cierto número de aparatos entre los que se incluían diecisiete D.520, uno de ellos entrenador biplaza mediante conversión. La versión biplaza, iniciativa del comandante de la base, complació a las autoridades pertinentes y otros 12 aviones sufrieron una modificación similar, que sería designada D.520 DC (Double Commande). Cuando la base escuela fue disuelta el 31 de agosto de 1947, contaba con 29 D.520 en servicio.
La última unidad que voló con el D.520 fue laEscadrille de Présentation de l´Armée de l´Air (EPAA) 58, que anteriormente volaba Yakovlev Yak-3 (traídos de la URSS por el regimiento ''Normandie-Niemen'' ) y que habían tenido que ser retirados en 1948 por falta de piezas de repuesto. Finalmente solo 13 fueron transformados. El último vuelo realizado por uno de estos aparatos tuvo lugar el 3 de septiembre de 1953.

## Variantes
- D.520. Versión principal, algunas veces llamado D.520 S (de série) o D.520 C1 (de chasseur — monoplaza).

### Diseños derivados directos
En 1940, SNCAM tenía varios proyectos para cambiar los motores de los D.520 por otros más potentes y con más alcance. Estos proyectos, fueron cancelados con el armisticio de junio.
- D.521.01. Único aparato experimental (el 41 D.520 de serie) con motor Rolls-Royce Merlin III de 1.030 cv.
- D.522. Motor reemplazado por un Allison V-1710 C-1, proyecto abandonado tras el armisticio el 22 de junio de 1940.
- D.523. Único aparato experimental (el 45 D.520 de serie) con motor Hispano Suiza 12Y-51.
- D.524. Denominación del D.521 después de la sustitución del Merlin por un Hispano-Suiza 12Z de 1.200 cv; su desarrollo fue abandonado.
- D.525. Versión desarrollada del D.523.
- D.530. Versión planeada con un motor Rolls-Royce Merlin de 1.400 cv o con Hispano-Suiza 12Y de 1800 cv.

### Proyectos preguerra
- HD.780. Hidroavión derivado del D.520, un prototipo construido, diseño cancelado con el armisticio
- D.790. Versión para operar desde portaaviones, ninguno construido.
- D.550. Aparato de competición construido en 1939 para intentar batir el récord de velocidad; motor Hispano-Suiza 12Ycrs (posteriormente con un 12Y-51) y usando técnicas de construcción de ahorro de peso
- D.551 & D.552. Versión militar del D.550, 18 ejemplares construidos, ninguno voló; motores HS 12Y-51. El diseño fue retomado en 1941, pero fue finalizado rápidamente por orden de Alemania.

### Desarrollos post-armisticio
Varios proyectos fueron iniciados después del armisticio de junio de 1940. Todos fueron cancelados con la ocupación alemana de la Francia meridional en noviembre de 1942.
- D.520 amélioré. Un solo aparato D.520 producido experimentalmente con pequeñas mejoras para mejorar la velocidad sin cambio de motor.
- D.520 Z. D.520 con motor 12Z y mejoras menores. Uno de prueba construido. El desarrollo fue retomado tras la guerra (SE.520Z), pero fue cancelado en in 1949.
- M.520 T. Fuselaje distinto basado en el D.520 ninguno construido.

### Derivados de posguerra
- D.520 DC (double commande — doble mando). Conversiones biplaza de doble mando, 13 construidos.

## Operadores
Bulgaria
- Fuerza Aérea Búlgara

 Francia
- Armée de l'air y la Aéronautique navale

 Francia Libre
- Fuerzas Aéreas Francesas Libres (usados como aviones de entrenamiento)

 Francia de Vichy
- Ejército del Aire Francés de Vichy

 Alemania Nazi Luftwaffe
 Reino de Italia
- Regia Aeronautica

 Reino de Rumania
- Real Fuerza Aérea Rumana

## Aparatos supervivientes
Los tres únicos D.520 supervivientes a día de hoy son:
- Dewoitine D.520 n°603. En exposición en el Conservatoire de l'Air et de l'Espace d'Aquitaine en Bordeaux-Mérignac.
- Dewoitine D.520 n°655. Restaurado por el museo naval en Rochefort.
- Dewoitine D.520 n°862. En exposición en el Museo del Aire y del Espacio. Repintado como n°277 usado por GC III/6 en junio de 1940.
- Dewoitine D.520 n°408. El avión fue restaurado hasta quedar en condición de vuelo en la década de 1970. Pintado como el n°90 usado por el GC I/3 en 1940, participó en varios espectáculos aéreos en Europa, pero resultó destruido en un accidente en 1986.

## Especificaciones

### Características generales
- Tripulación: 1
- Longitud: 8,76 m
- Envergadura: 10,20 m
- Altura: 2,57 m
- Superficie alar: 15,95 m²
- Peso vacío: 2.125 kg
- Peso cargado: 2.676 kg
- Peso máximo al despegue: 2.790 kg
- Planta motriz: 1× Hispano-Suiza 12Y-45, V12.
  - Potencia: 935 CV
- Hélices: 1× tripala por motor.

### Rendimiento
- Velocidad máxima operativa (Vno): 535 km/h
- Alcance: 1.540 km
- Radio de acción: 890 km
- Techo de vuelo: 10.250 m
- Régimen de ascenso: 14,3 m/s

### Armamento
- Ametralladoras: 4× MAC 1934 M39 de 7,5 mm

- Cañones: 1× Hispano-Suiza HS.404 de 20 mm

### Aeronaves similares
- Arsenal VG-30 C1
- Caudron C.714 C1 "Cyclone"
- SNCAO C.A.O.200.
- Bloch Bl 155
- Curtiss P-40
- Hawker Hurricane
- Messerschmitt Bf 109
- Rogozarski IK-3
- Supermarine Spitfire
- Yakovlev Yak-1
- Mikoyan-Gurevich MiG-3
- Lavochkin LaGG-3

### Listas relacionadas
- Anexo:Cazas de la Segunda Guerra Mundial